# Istituto di credito a medio e lungo termine
Un istituto di credito a medio e lungo termine è stata una precisa categoria di banche italiane, soggetta ad una specifica disciplina.

## Storia
La categoria degli istituti di credito a medio e lungo termine fu creata dalla legge bancaria del 1936 che separava le banche in due categorie, gli "istituti di credito ordinario", che raccoglievano i risparmi presso la clientela e prestavano alle imprese solo a breve termine (credito per liquidità), e gli "istituti di credito a medio e lungo termine", specializzati nel finanziamento degli investimenti. I secondi erano disciplinati dal Titolo VI della Legge. I primi istituti a medio e lungo termine furono fondati negli anni Venti e Trenta da Alberto Beneduce nell'ambito nel programma di intervento dello Stato nell'economia, volto a aiutare le imprese nella riconversione all'industria civile alla fine della prima Guerra mondiale e successivamente ad uscire dalla crisi del '29. Questi istituti erano l'Istituto Mobiliare Italiano, il Crediop e l'ICIPU, che erano controllati insieme dalla Cassa Depositi e Prestiti, dall'Istituto Nazionale Assicurazioni e dall'INPS.
Nel 1946 fu fondata Mediobanca su iniziativa delle tre banche d'interesse nazionale. Nello stesso anno le banche popolari diedero vita al loro istituto di credito a medio e lungo termine, Centrobanca, mentre le casse di risparmio avevano già il loro, l'Italcasse. Nel 1949 fu trasformata in istituto di credito speciale anche Efibanca, controllata dalla Banca Nazionale del Lavoro insieme ad alcune banche private. Altre banche private costituirono Interbanca nel 1961.
Nel 1953 furono creati tre istituti specializzati nel finanziamento degli investimenti nell'Italia meridionale, che erano controllati dalla Cassa per il Mezzogiorno, insieme, rispettivamente, al Banco di Napoli, al Banco di Sicilia e al Banco di Sardegna: si trattava dell'ISVEIMER, dell'Irfis e del Credito Industriale Sardo. La legge 22 giugno 1950, n. 445, per finanziare le piccole e medie imprese creò degli istituti di dimensioni regionali, chiamati "istituti regionali di mediocredito" o più correntemente "Mediocredito" che a loro volta questi istituti erano finanziati dal Mediocredito centrale..
Il Testo Unico Bancario del 1993 ha abrogato il principio della separazione fra istituti di credito a breve e a medio-lungo termine. Conseguentemente gli istituti di credito a medio e lungo termine sono stati privatizzati e sono stati autorizzati a svolgere tutte le attività bancarie.

## Nel mondo
Una separazione simile a quella italiana ed istituti di credito specializzati negli investimenti a lungo termine furono introdotte anche in altri Stati del mondo.

### Germania
In Germania gli istituti di credito a lungo termine furono fondati negli anni della Ricostruzione: nel 1948 il Kreditanstalt für Wiederaufbau ("Credito per la Ricostruzione"), nel 1949 la Industriekreditbank ("Banca per il credito industriale") e nel 1952 l'Ausführkredit ("Credito per l'esportazione").

### Giappone
In Giappone la legge che istituiva le banche di credito a lungo termine fu emanata nel 1952 e in conformità ad essa furono fondate la Nippon Kangyō Ginkō ("Banca giapponese per l'Incoraggiamento dell'Industria"), la Nippon Kogyō Ginkō ("Banca industriale del Giappone") e la
Nippon Chōki Shin'yō Ginkō ("Banca di credito a lungo termine del Giappone").